# IC 4303
IC 4303 — галактика типу SBbc (компактна витягнута галактика) у сузір'ї Гідра.
Цей об'єкт міститься в оригінальній редакції індексного каталогу.